# 稲田心蕗
稲田 心蕗（いなだ こころ、2002年12月14日 - ）は、日本の女子バレーボール選手である。

## 来歴
富山県富山市出身。
富山第一高等学校時代は全日本高等学校選手権（春高バレー）に出場。
日本女子体育大学では4年生ではキャプテンを務めた。
2025年1月、KUROBEアクアフェアリーズ富山の内定選手として発表された。同年2月15日に追加登録選手として公示されると、当日の2024-25シーズン第16節デンソーエアリービーズ戦に出場しSVリーグデビュー。

## 所属チーム
- 富山市立奥田中学校（2015-2018年）
- 富山第一高等学校（2018-2021年）
- 日本女子体育大学（2021-2025年）
- KUROBEアクアフェアリーズ富山（2025年-）